# Daina Taimiņa

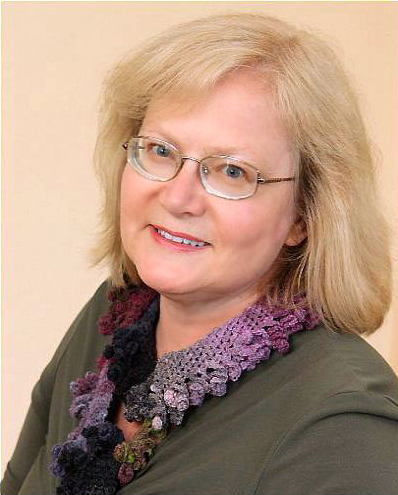
Daina Taimiņa

Daina Taimiņa (geboren op 19 augustus 1954) is een Letse wiskundige, gepensioneerd adjunct-universitair hoofddocent wiskunde aan de Cornell University, bekend om het uitvinden van een baanbrekende manier om hyperbolische vlakken te modelleren door objecten te haken om hyperbolische ruimte te illustreren en toe te passen voor meetkundig onderwijs.

## Opleiding en loopbaan
Taimiņa ontving haar formele opleiding in Riga, Letland, waar ze in 1977 summa cum laude afstudeerde aan de Universiteit van Letland en haar afstudeerwerk voltooide in Theoretische Informatica (met thesisadviseur Prof. Rūsiņš Mārtiņš Freivalds) in 1990. Als een van de beperkingen van het Sovjetsysteem in die tijd, mocht een proefschrift in Letland niet worden verdedigd, dus verdedigde ze het hare in Minsk en ontving ze de titel van kandidat naoek (kandidaat voor wetenschappen). Dit verklaart het feit dat het doctoraat van Taimiņa formeel werd uitgereikt door het Instituut voor Wiskunde van de Nationale Academie van Wetenschappen van Wit-Rusland. Nadat Letland in 1991 weer onafhankelijk werd, behaalde Taimiņa haar hogere doctoraatstitel doktor naoek in de wiskunde aan de Universiteit van Letland, waar ze 20 jaar lang college gaf.
Daina Taimiņa voegde zich in december 1996 bij de wiskunde-afdeling van de Cornell-universiteit.
Ze combineert haar interesses in wiskunde en haken en is een van de 24 wiskundigen en kunstenaars die deel uitmaken van het Mathemalchemy Team.

## Hyperbolisch haakwerk
Tijdens het bijwonen van een meetkundeworkshop aan de Cornell University over het onderwijzen van geometrie aan universiteitsprofessoren in 1997 kreeg Taimiņa een kwetsbaar papieren model van een hyperbolisch vlak aangeboden. Deze was gemaakt door de professor die de leiding had over de workshop, David Henderson (ontworpen door meetkundige William Thurston. Het was gemaakt «van aan elkaar geplakte, dunne, ronde stroken papier». Ze besloot robuustere modellen te maken en deed dat door ze te haken. De eerste avond nadat ze het papieren model voor het eerst in de workshop had gezien, begon ze te experimenteren met algoritmen voor een haakpatroon, nadat ze hyperbolische vlakken had gevisualiseerd als exponentiële groei.
De volgende herfst zou Taimiņa een meetkundecollege geven aan Cornell. Ze was vastbesloten om te vinden wat volgens haar de beste manier was om haar klas college te geven. Dus haakte ze een verzameling modellen van het hyperbolische vlak terwijl ze aan het zwembad zat waar haar dochters leerden zwemmen. Dit was de eerste verzameling ooit met haakwerk van garen gemaakt.
De modellen maakten naar eigen zeggen een groot verschil voor haar studenten. Ze zeiden dat ze "de tactiele manier van het verkennen van hyperbolische meetkunde leuk vonden" en dat het hen hielp ervaringen op te doen die hen hielpen verder te gaan in de geometrie. Dit was wat Taimiņa zelf had gemist toen ze voor het eerst over hyperbolische vlakken leerde en het is ook wat haar modellen zo effectief heeft gemaakt, aangezien deze modellen later de geprefereerde manier zijn geworden om hyperbolische ruimte binnen geometrie uit te leggen.
In een TedxRiga vertelt Taimiņa het verhaal van hoe de behoefte aan een visuele, intuïtieve manier om hyperbolische vlakken te begrijpen haar ertoe aanzette om gehaakte geometriemodellen uit te vinden. In de lezing geeft ze ook een basisinleiding tot hyperbolische meetkunde met behulp van haar modellen, en geeft ze enkele van de negatieve reacties weer die ze aanvankelijk ontving van sommigen die haken als ongepast in de wiskunde beschouwden.
In het voorwoord van Taimiņa's boek Crocheting Adventures with Hyperbolic Planes noemde wiskundige William Thurston, de ontwerper van het papieren model van hyperbolische vlakken, de modellen van Taimiņa "bedrieglijk interessant". Hij schreef veel van zijn kijk op de modellen toe aan hoe ze een tactiele, niet-symbolische, cognitief holistische manier mogelijk maken om het zeer abstracte en complexe deel van de niet-euclidische meetkunde van de wiskunde te begrijpen.
Taimiņa heeft samen met professor David Henderson (van de eerder genoemde workshop uit 1997 en die later haar echtgenoot werd) verschillende workshops aan de Cornell University voor meetkundedocenten van de universiteit geleid. Gehaakte wiskundige modellen verschenen later in drie meetkundeboeken die ze samen schreven, waarvan Experiencing Geometry: Euclidisch en niet-Euclidisch met geschiedenis de meest populaire is. In 2020 publiceerde Taimiņa de 4e editie van dit boek als open source .
Het kleine, niet-commerciële Institute For Figuring in Los Angeles vond een artikel over Taimiņa's vernieuwing in New Scientist en zij werd uitgenodigd om voor een algemeen gehoor met kunstenaars en filmproducenten over hyperbolische ruimte en het verband met de natuur te spreken. Taimiņa's aanvankelijke en daaropvolgende publieke presentaties brachten veel interesse in deze nieuwe tastbare manier om concepten in hyperbolische meetkunde voort en maakten dit gevorderde onderwerp toegankelijk voor een breed publiek. Oorspronkelijke maakte Taimiņa zuiver wiskundige modellen, maar ze werd al snel populair als textiel kunstenaar en presentator voor toehoorders vanaf vijf jaar. In juni 2005 werd haar werk in de tentoonstelling "Not The Knitting You Know" voor het eerst als kunst gepresenteerd in de Eleven Eleven Sculpture Space, een kunstgalerie in  Washington D.C. Sindsdien heeft zij regelmatig aan diverse kunsttentoonstellingen deelgenomen in de VS, VK, Litouwen, Italië, België, Ierland en Duitsland. Haar kunstwerk is opgenomen in diverse privéverzamelingen en verzamelingen van colleges en universiteiten, zoals de American Mathematical Model Collection van het Smithsonian Museum, het Cooper Hewitt, Smithsonian Design Museum en het Institut Henri Poincaré.
Haar werk heeft brede belangstelling gekregen in de media. Er is over geschreven in 'Knit Theory' in het tijdschrift Discover  en in The Times  waarin wordt uitgelegd hoe een hyperbolisch vlak kan worden gehaakt door het aantal steken te vergroten:
Voeg bijvoorbeeld voor elke vijf steken in de tweede rij een extra steek in de tweede rij toe. En voeg een extra steek in de derde rij toe voor elke vijf steken in de tweede rij. Het aantal steken neemt met exponentiële snelheid toe. Omdat de rijen  langer, maar samengevoegd zijn, begint het materiaal zich al snel op interessante manier te vouwen.
- Alex Bellos, The Times
Margaret Wertheim interviewde Daina Taimiņa en David Henderson voor Cabinet Magazine. Later publiceerde het Institute For Figuring een brochure "A Field Guide to Hyperbolic Space" op basis van Taimiņa's werk. In 2005 besloot de IFF om Taimiņa's ideeën en benadering van het verklaren van hyperbolische ruimte op te nemen in hun missie om wiskunde populair te maken, en stelde een tentoonstelling samen in de Machine Project-galerij, die het onderwerp was van een stuk in de Los Angeles Times.
Taimiņa's manier om hyperbolische ruimte te verkennen via crochet en verbindingen met de natuur om 'wiskundefobie' tegen te gaan, werd door Margaret Wertheim in haar lezingen aangenomen en werd zeer succesvol in het door IFF gecureerde Hyperbolic Crochet Coral Reef project.

## Boeken
Taimiņa's boek Crocheting Adventures with Hyperbolic Planes (AK Peters, Ltd., 2009, ISBN 978-1-56881-452-0) won in 2009 de Bookseller/Diagram-prijs voor de vreemdste titel van het jaar.  Het won ook de Euler Book Prize 2012 van de Mathematical Association of America .
Taimiņa heeft ook bijgedragen aan David W. Hendersons boek Differential Geometry: A Geometric Introduction (Prentice Hall, 1998) en schreef samen met Henderson Experiencing Geometry: Euclidean and Non-Euclidean with History (Prentice Hall, 2005).

## Verder lezen
- Crafty Geometry: Mathematicians are knitting and crocheting to visualize complex surfaces (23 december 2006). .